# 臺南市立新東國民中學
臺南市立新東國民中學，簡稱新東國中，是位於台灣台南市新營區的國民中學。校地原為藥仔會社，1968年台南縣政府配合九年國民教育政策改建成新東國中。

## 校史
新東國中校地在日治時期原是專門製作瘧疾特效藥和軍用麻醉藥的台灣生藥株式會社（藥仔會社）。會社1923年在新營成立，總面積約五萬平方公尺。在當時除了新東國中為藥廠的廠區外，附近的檢察官辦公室、調查站、監理站等為藥廠的宿舍區。1968年藥廠倒閉，廠區由台南縣政府配合九年國民教育政策改設新東國中，宿舍區則轉作公務用地或由民眾認購。台南市政府後來在附近閒置空間設置「藥仔公園」，希望讓更多人了解新營在地歷史。
1968年新設初級中學因位於新營市東方，台南縣政府為其命名為「新東國中」。校地利用省有新營藥廠舊地設校，原來面積21,124平方公尺，1986年2月配合校區南方民治路拓寬工程徵收2,822平方公尺，1993年和1994年又分別為開闢西方東興路和東南方天理路（現開元路125巷）減少810和1,813平方公尺，桌球教室和替代役宿舍與校區分離，剩下21,458平方公尺。新東國中的校地在歷經徵收後減少成台南市面積最小的學校之一，校地狹小妨礙學生活動空間與學校未來的發展。
南新初中高宗仁校長擔任學校籌備主任。1968年8月學校正式成立，教育廳派蘇萬能擔任創校校長，在10月底校舍完工前借用新進國小校舍上課。校歌即由蘇萬能作詞，並由柯美琴作曲。1980年2月莊鞭楠校長創辦智賦優異學生實驗班，旨在提高學生素質。2013年11月方崑合校長任內，現今的新校舍完工使用。新東國中在面臨新營地區其他學校的競爭與社會少子化的情況下，仍在台南市溪北地區維持著高學生數。

### 活動中心
為提升新營市文化建設，1989年顏繼斌市長任內覓地籌建圖書館。原計畫建於王公廟南營廟旁，但因為地方因素轉設於新東國中校區內。1990年底建成兼具圖書館及老人活動中心之大樓，但為避免影響學校安寧，無法如期開館使用。1992年初，為謀求圖書館開館營運，縣政府居中協調另謀地重建，原館則移作新東國中使用。

## 校長
| 任次     | 任期                        | 姓名   | 備註                     |
| -------- | --------------------------- | ------ | ------------------------ |
| 籌備主任 |                             | 高宗仁 | 南新初中校長             |
| 第一任   | 1968年8月1日－1975年7月31日 | 蘇萬能 | 首任校長，後調任白河國中 |
| 第二任   | 1975年8月1日－1979年7月31日 | 王雁彬 | 調任省立花蓮女中         |
| 第三任   | 1979年8月1日－1986年1月31日 | 莊鞭楠 | 調任省立內埔農工         |
| 第四任   | 1986年2月1日－1994年1月31日 | 李陽春 | 退休                     |
| 第五任   | 1994年2月1日－2002年7月31日 | 蔡宗興 | 調任鹽水國中             |
| 第六任   | 2002年8月1日－2006年7月31日 | 周基山 | 退休                     |
| 第七任   | 2006年8月1日－2014年7月31日 | 方崑合 | 調任鹽水國中             |
| 第八任   | 2014年8月1日－2018年7月31日 | 陳惠文 | 調任大成國中             |
| 第九任   | 2018年8月1日－2025年7月31日 | 陳琳琳 | 調任太子國中             |
| 第十任   | 2025年8月1日－現任          | 鄭光佑 |                          |

## 校區
新東國中周圍道路由北方開始順時針依序是民治陸橋、民治東路、東興路、東興二街，及開元路103巷。正心樓、新藝樓與東興門緊鄰東興二街；民治樓，活動中心與民治門則臨民治東路而建。全部教學大樓除活動中心外皆以空橋相接。
| 建築名稱 | 概述                                               | 細部使用                                                                                             |
| -------- | -------------------------------------------------- | --- |
| 正心樓   | 中央走廊以東為辦公用                               | - 一二樓為總務處、教務處、校長室及會議室 - 三四樓為視聽教室                                          |
| 正心樓   | 中央走廊以西主要為教室                             | - 地下一樓為腳踏車停車場 - 一樓為學務處、健康中心與化學實驗室 - 二樓以上為七年級與九年級教室（分層） |
| 新藝樓   | 東棟為四層建築，主要作一般教室用                   | - 地下一樓為美術教室 - 一樓為物理實驗室 - 二樓以上為七年級教室                                       |
| 新藝樓   | 西棟為三層建築，主要作藝能科教室及學校合作社       | |
| 舞蝶樓   | 四層建築，與靜學樓以空橋連接                       | - 一樓為活動廣場 - 二樓為電腦教室 - 三樓為輔導室                                                     |
| 靜學樓   | 四層建築，依該年度學生數量分配為一般教室或資源教室 | - 一二樓為一般教室 - 三四樓為專用教室                                                                |
| 民治樓   | 四層建築，作八年級教室，與靜學樓以空橋連接         | |
| 活動中心 |                                                    | - 地下一樓為跆拳道教室 - 一樓為圖書館及閱覽室 - 二三樓為禮堂，平時當作羽球場使用                     |
| 中央走廊 | 連接正心樓、靜學樓，與舞蝶樓                       | |
| 桌球教室 | 與校區以東興二街相隔                               | |

新東國中東興門
新東國中民治門
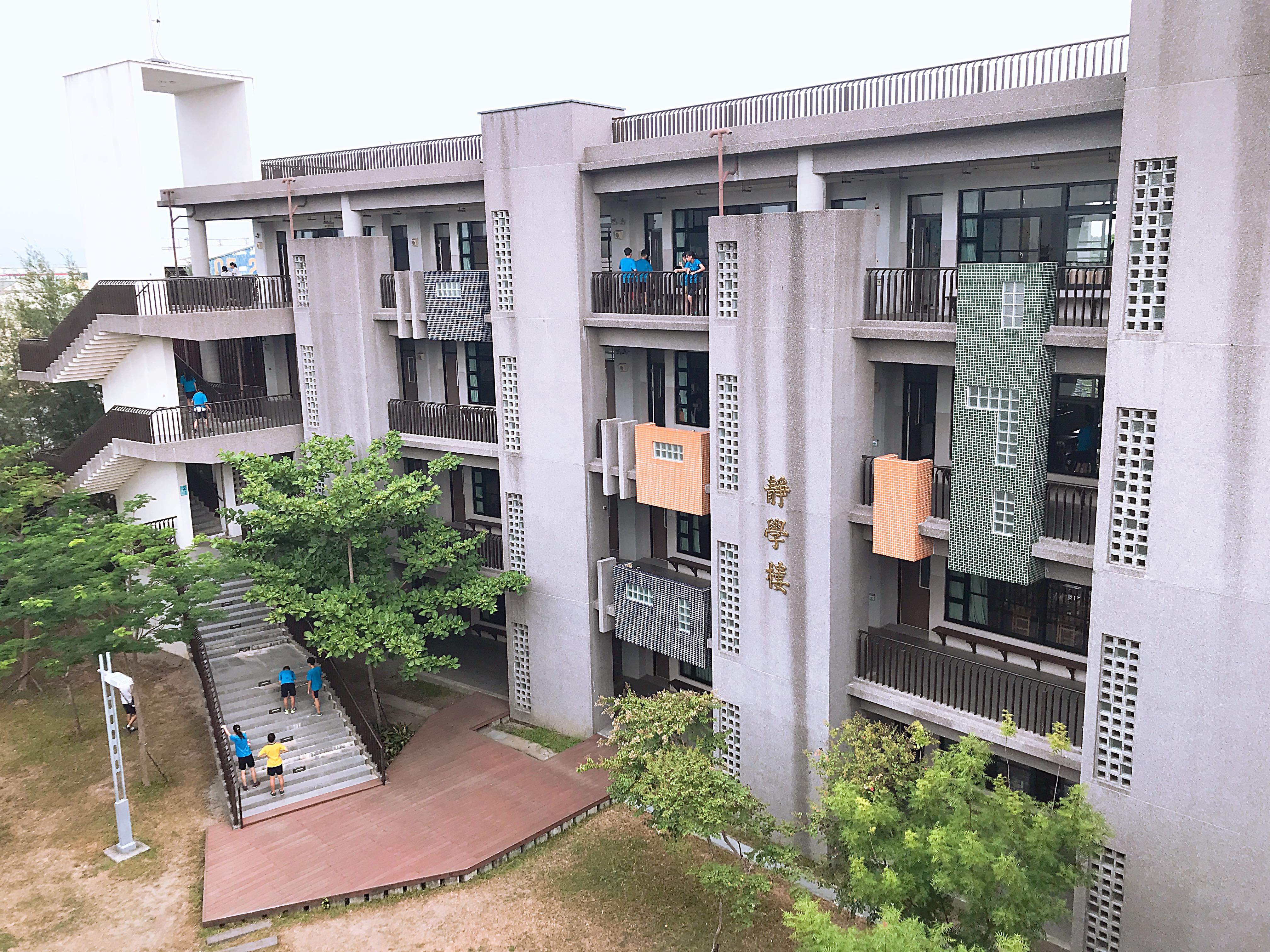
新東國中靜學樓
活動中心暨圖書館
新東國中主體
新東國中側照
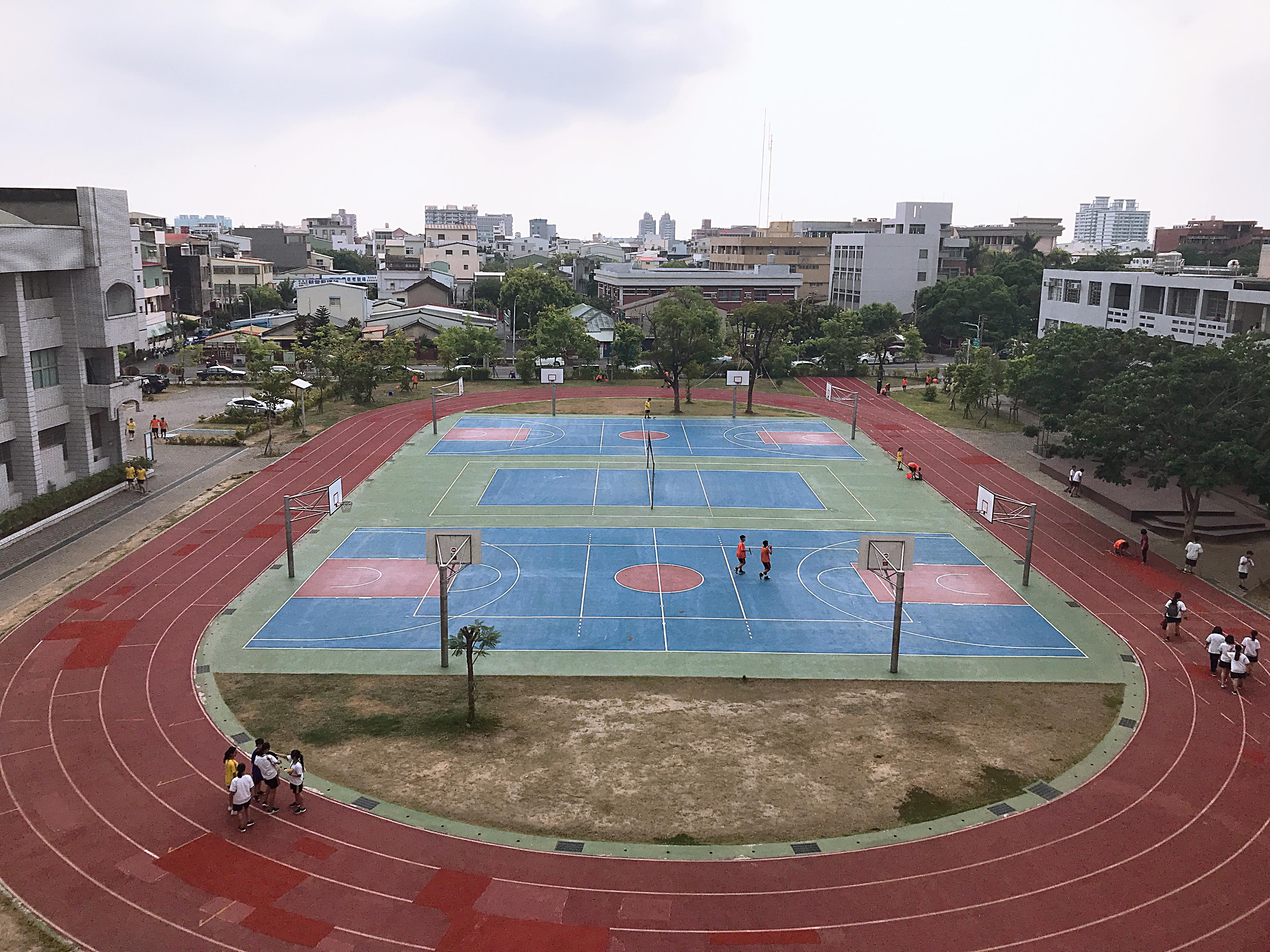
新東國中操場
新東國中桌球教室

## 學區
- 一般生：台南市新營區之王公里、新東里、中營里、大宏里、興業里1-12鄰、興業里15鄰、土庫里、埤寮里、護鎮里[8]。
- 一般智能優異資優班：獨立招生入學，不受學區限制，總共招收30名。平時打散在各班內，只在數學與自然課程抽離原班獨立上課[9]。

## 國際交流
陳惠文校長任期內推動國際教育，在暑假時辦理紐西蘭遊學團，最終於2016年10月11日與紐西蘭普基科希中學校長加里·斯威尼簽訂姊妹校，加強各項交流活動，擴展學生國際視野。加里·斯威尼校長2016年帶領普基科希中學師生到新東國中進行教育交流與橄欖球示範。2017年新東國中校慶加里·斯威尼校長又專程到新營祝賀，與全校師生互動交流。

## 軼事
1985年12月17日上午十點，嘉義水上機場天候不佳，空軍飛官許德英駕駛著F-5E戰鬥機帶領其他三架僚機完成「空中攔截兼纏鬥」課目準備返回水上機場時，與另一架偏離航道的中興號軍機在空中相撞，中興號上兩名飛行員溫雄政、樂熙平當場死亡，撞擊力道將失去意識的許德英連同彈射座椅彈離飛機，降落傘自動開啟降落在新東國中的操場上。當時在操場上課的體育老師湯立新說：「我很怕他的降落傘剛好撞到足球門上去，把（足球門）往旁邊推，不要讓他直接撞上去。」校護蘇瑞菊收到通知後帶著急救包衝過去，最後交由軍方轉送台北三軍總醫院救治。
35年後的2020年5月29日，許德英、湯立新和蘇瑞菊回到新東國中相聚，許德英到台上演講，以「換個跑道再起飛」的自身經歷為題勉勵新東國中學子。

## 周邊地標
- 民治陸橋（台一線往後壁）
- 勞工保險局台南市第二辦事處
- 民主進步黨臺南市新營黨部
- 興國高中
- 新營監理站
- 法務部調查局台南市調查處新營辦公室
- 臺灣臺南地方檢察署新營檢察官辦公室[17]

## 外部連結
- 新東國中學校網址 （页面存档备份，存于）
- 新東國中臉書專頁
- 台南市教育局新東國中校務資料 （页面存档备份，存于）